# Abancourt (Norte)
 Abancourt  es una población y comuna francesa, en la Región de Alta Francia, departamento de Norte, en el distrito de Cambrai y cantón de Cambrai.

## Demografía
| Gráfica de evolución demográfica de Abancourt entre 2006 y 2019 |
|                                                                 |

Fuentes: INSEE.

## Políticos
Elecciones Presidential Segunda Vuelta:
| Elección | Elección | Candidato Ganador | Partido | %     |
| -------- | -------- | ----------------- | ------- | ----- |
|          | 2022     | Marine Le Pen     | RN      | 52,84 |
|          | 2017     | Emmanuel Macron   | EM      | 56,09 |
|          | 2012     | Nicolas Sarkozy   | UMP     | 55,09 |
|          | 2007     | Nicolas Sarkozy   | UMP     | 59,11 |
|          | 2002     | Jacques Chirac    | RPR     | 77,47 |